# Hokuto no Ken 2: Seikimatsu kyūseishu densetsu
Hokuto no Ken 2: Seikimatsu kyūseishu densetsu (北斗の拳２ 世紀末救世主伝説? lett. "Il Pugno della Stella del Nord 2 - La leggenda del salvatore di fine secolo"), distribuito in Nord America come Fist of the North Star, è un videogioco pubblicato per Nintendo Entertainment System. È il secondo capitolo di una tetralogia distribuita da Toei Animation basata sul manga Ken il guerriero, nonché l'unico ad aver avuto una distribuzione internazionale: gli altri tre, infatti, sono rimasti un'esclusiva giapponese. Il gioco non è mai stato distribuito in Europa.
Nella copertina della versione americana, Kenshiro è mostrato affrontare Toki, che nel gioco non appare né viene menzionato.

## Modalità di gioco
Il gioco ricopre l'arco di Gento Kōken. Il giocatore controlla Kenshiro, il quale deve superare otto livelli affrontando gli uomini di Gento. Alla fine di ogni livello è presente un boss, in ordine: Bask, Geila, Taiga, Solia, Boltz, Jakko, Falco e Nameless Shura. Ken può ottenere dei power-up per aumentare la propria forza e sconfiggere i boss più facilmente (sui nemici normali non fa alcuna differenza, dato che un pugno li fa esplodere e un calcio li fa volar fuori dallo schermo).